# Илам, Кайир
Кайир Илам (англ. Kaiir Elam; 5 мая 2001, Ривира-Бич, Флорида) — профессиональный американский футболист, корнербек клуба НФЛ «Баффало Биллс». На студенческом уровне выступал за команду Флоридского университета. На драфте НФЛ 2022 года был выбран в первом раунде под общим двадцать третьим номером.

## Биография
Кайир Илам родился 5 мая 2001 года в городе Ривира-Бич во Флориде. Его отец Эйбрам был профессиональным футболистом, в течение семи лет выступал за различные клубы НФЛ. Дядя Мэтт в школьные годы признавался лучшим игроком Флориды, в 2013 году был выбран на драфте НФЛ в первом раунде. Окончил старшую школу Бенджамин, во время учёбы играл в футбол и баскетбол, занимался лёгкой атлетикой. В составе футбольной команды Илам играл на позициях ди-бэка и принимающего.

### Любительская карьера
В 2019 году Илам поступил во Флоридский университет. В дебютном сезоне он принял участие в тринадцати играх турнира NCAA, в пяти из них выходил на поле в стартовом составе. По итогам опроса тренеров команд его включили в символическую сборную новичков конференции SEC. В 2020 году Илам стал одним из основных корнербеков команды и сыграл в двенадцати матчах, сделав 39 захватов. По итогам сезона он вошёл в число полуфиналистов награды Торпа лучшему ди-бэку NCAA, агентство Associated Press включило его во вторую сборную звёзд конференции. В сезоне 2021 года Илам принял участие в девяти матчах.

#### Статистика выступлений в NCAA
| Сезон | Команда         | Игры | Захваты | Захваты | Захваты | Захваты | Захваты | Перехваты | Перехваты | Перехваты | Перехваты | Перехваты | Фамблы | Фамблы | Фамблы | Фамблы |
| Сезон | Команда         | Игры | Solo    | Ast     | Tot     | Loss    | Sk      | Int       | Yds       | Y/R       | TD        | PD        | FR     | Yds    | TD     | FF     |
| ----- | --------------- | ---- | ------- | ------- | ------- | ------- | ------- | --------- | --------- | --------- | --------- | --------- | ------ | ------ | ------ | ------ |
| 2019  | Флорида Гейторс | 13   | 8       | 2       | 10      | 0,0     | 0,0     | 2         | 0         | 0,0       | 0         | 4         | 0      | 0      | 0      | 0      |
| 2020  | Флорида Гейторс | 12   | 28      | 11      | 39      | 1,0     | 0,0     | 2         | 0         | 0,0       | 0         | 11        | 1      | 0      | 0      | 0      |
| 2021  | Флорида Гейторс | 5    | 17      | 12      | 29      | 1,5     | 0,0     | 1         | 0         | 0,0       | 0         | 5         | 0      | 0      | 0      | 0      |
| Всего | Всего           | 30   | 53      | 25      | 78      | 2,5     | 0,0     | 5         | 0         | 0         | 0         | 20        | 1      | 0      | 0      | 0      |

### Профессиональная карьера
Перед драфтом НФЛ 2022 года издание Bleacher Report ставило Илама на третье место среди корнербеков, прогнозируя ему выбор в первом раунде. К сильным сторонам игрока относили его физическую силу, технику захватов, агрессивный стиль игры, хорошую скорость и понимание футбола. Среди недостатков Илама называли невысокую эффективность действий против выносного нападения, не всегда верный выбор угла атаки и склонность слишком активно использовать руки, что приводило к нарушениям правил.
На драфте Илам был выбран клубом «Баффало Биллс» в первом раунде. В мае он подписал четырёхлетний контракт на сумму 13,7 млн долларов с возможностью продления на один сезон. В своём дебютном сезоне в НФЛ он сыграл в тринадцати матчах регулярного чемпионата, в том числе в шести в стартовом составе, и двух играх плей-офф. Тренерский штаб команды поочерёдно задействовал Илама и выбранного в шестом раунде Кристиана Бенфорда. Часть матчей он был вынужден пропустить из-за травмы голеностопа.

#### Статистика выступлений в НФЛ

##### Регулярный чемпионат
| Сезон | Команда       | Игры | Захваты | Захваты | Захваты | Захваты | Захваты | Перехваты | Перехваты | Перехваты | Перехваты | Перехваты | Фамблы | Фамблы | Фамблы | Фамблы |
| Сезон | Команда       | Игры | Solo    | Ast     | Tot     | Loss    | Sk      | Int       | Yds       | Y/R       | TD        | PD        | FR     | Yds    | TD     | FF     |
| ----- | ------------- | ---- | ------- | ------- | ------- | ------- | ------- | --------- | --------- | --------- | --------- | --------- | ------ | ------ | ------ | ------ |
| 2022  | Баффало Биллс | 13   | 29      | 12      | 41      | 1       | 0,0     | 2         | 0         | 0,0       | 0         | 4         | 0      | 0      | 0      | 0      |
| Всего | Всего         | 13   | 29      | 12      | 41      | 1       | 0,0     | 2         | 0         | 0,0       | 0         | 4         | 0      | 0      | 0      | 0      |

##### Плей-офф
| Сезон | Команда       | Игры | Захваты | Захваты | Захваты | Захваты | Захваты | Перехваты | Перехваты | Перехваты | Перехваты | Перехваты | Фамблы | Фамблы | Фамблы | Фамблы |
| Сезон | Команда       | Игры | Solo    | Ast     | Tot     | Loss    | Sk      | Int       | Yds       | Y/R       | TD        | PD        | FR     | Yds    | TD     | FF     |
| ----- | ------------- | ---- | ------- | ------- | ------- | ------- | ------- | --------- | --------- | --------- | --------- | --------- | ------ | ------ | ------ | ------ |
| 2022  | Баффало Биллс | 2    | 5       | 1       | 6       | 0       | 0,0     | 1         | 0         | 0,0       | 0         | 2         | 0      | 0      | 0      | 0      |
| Всего | Всего         | 2    | 5       | 1       | 6       | 0       | 0,0     | 1         | 0         | 0,0       | 0         | 2         | 0      | 0      | 0      | 0      |